# Grewia sahafariensis
Grewia sahafariensis là một loài thực vật có hoa trong họ Cẩm quỳ. Loài này được Capuron & Mabb. mô tả khoa học đầu tiên năm 1999.